# Barbara Glowczewski
Barbara Glowczewski, née le 3 février 1956 en Pologne, est une anthropologue et ethnologue française, spécialiste des Aborigènes d'Australie. Elle est  directrice de recherche au CNRS.

## Biographie
Barabara Glowczewski est née le 3 février 1956 en Pologne. Elle arrive en France à l'âge de cinq ans. Elle part en Australie en 1979, pour mener des recherches dans le désert central.
En 1981, elle soutient son doctorat en ethnologie de l’université Paris VII au Laboratoire d’anthropologie sociale, sur la projection géographique des mythes, sur les rites et les pratiques oniriques des Warlpiri du désert central, sous la direction de Maurice Godelier.
En 1988, elle soutient son doctorat d’État ès lettres et sciences humaines à l’université Panthéon-Sorbonne, au Laboratoire d’ethnologie du Musée de l'Homme, sous la direction de Jean Guiart.
Elle entre au CNRS en 1991, en tant que chargée de recherche 1re classe au laboratoire d’anthropologie sociale. En 2002, elle en devient directrice de recherche 2e classe, puis 1re classe en 2011. Pour ses travaux, elle séjourne de nombreuses années dans diverses communautés aborigènes, chez les Warlpiri du désert central, ou dans le Queensland.
Elle montre comment les Aborigènes ont ritualisé les transformations imposées par la colonisation, afin d’incorporer la loi occidentale à leur loi ancestrale. Cette thèse remet en question le postulat qui reléguait les sociétés aborigènes à un passé hors du temps. Son riche corpus de données contribue à faire reconnaître le rôle des femmes comme actrices de leur société, tant dans la vie rituelle que politique.
Au sein du CNRS elle est responsable de l'équipe Anthropologie de la perception. Elle est également chercheuse au Collège de France. Un autre axe de ses travaux se porte sur les réseaux sociaux. Elle dirige un programme international de collaboration avec l'université de Melbourne et l'université James-Cook « Indigenous strategies of communication », qui s’intéresse à l’usage des NTIC.
Elle anime aussi un séminaire à l'EHESS « Anthropologie des réseaux : colères globales et créations locales » qui s'appuie sur des documents audiovisuels, qui interroge les modes d’attachement à la terre. Dans ce cadre, elle est membre de divers comités, dont Archives Audiovisuelles de la Recherche, Anthrovision, Australian Aboriginal Studies, Deleuze Studies, Multitudes, Sorosoro.
En 2004, Barabara Glowczewski publie Rêves en colère. Elle revient sur ses 25 années de recherche et sur quatre zones étudiées : la péninsule de Dampier, les plateaux du Kimberley, le désert de Tanami et la terre d’Arnhem. Chacun de ces espaces présente une réalité différente, ardue.
Pour ses recherches, Barabara Glowczewski utilise la caméra. Elle réalise plusieurs films avec Wayne Barker Jowandi, cinéaste et compositeur aborigène.

## Ses travaux

### Thèmes de recherches
- Anthropologie dynamique : relations de transformation entre mythes, rites et parenté.
- Recompositions identitaires : conflits, singularités locales, et discours de l'autochtonie.
- Identités de genre : séparation des rôles et androgynies symboliques.
- Cartes cognitives aborigènes : projection de la mémoire et du rêve dans l'espace

Elle compare les formes d'affirmation des Aborigènes d'Australie avec celles d’autres groupes subalternisés. Ses recherches se sont portées particulièrement auprès des Warlpiri de Lajamanu et des Djugun, Yawuru et de leurs voisins de la région de Broome sur la côte nord-ouest. Elle étudie aussi depuis 2013 les cultes dans leur incorporation d’éléments africains (orixas, esprits brésiliens) ainsi que les transformations totémiques des rituels australiens. Dans ses études, Barbara Glowczewski cherche à mettre en valeur la singularité créative des populations, cela par une approche ethnographique qui prend en compte le subjectif des acteurs et de l’anthropologue-même. Elle observe les modes d’attachement à la terre, dans des contextes actuels de plus en plus incertains. Barbara Glowczewski s’engage au côté des peuples autochtones dans leurs luttes environnementales et sociales.

### Résumé de sa thèse de doctorat d'État (1988)
Le mot « rêve » de nombreuses tribus australiennes désigne aussi des récits mythiques, des êtres totémiques qui en sont les héros et des itinéraires géographiques décrits par ces histoires ; en ce sens un « rêve » est souvent le nom individuel ou collectif des hommes liés à l'être ou au peuple mythique concerné. Lorsque cette polysémie est absente, le rêve reste le référent d'un espace-temps parallèle qui lie les humains à des totems, mythes, sites et rites associés. Les Aborigènes traduisent cette notion du rêve par « loi », signifiant à la fois leur organisation sociale (parenté classificatoire, alliance, droits territoriaux, tabous, devoirs rituels) et leur conception cosmologique (temps, espace, naissance, mort). Cette thèse a recours à la topologie pour tenter de formaliser l'homéomorphisme sous-jacent à la cosmologie et aux règles sociales. Elle est divisée en cinq parties thématiques qui traitent des rapports entre les notions suivantes :
1. Totémisme, territorialité, langage
2. Masculin, féminin, symbolisme mythico-rituel
3. Filiation, alliance, classifications
4. Interdits, transgressions, ritualisations
5. Mythes, rites, onirisme

Dans chaque partie un premier chapitre analyse la société Warlpiri du désert central, et un second interroge le même aspect pour quelque quatre-vingts autres tribus australiennes. La comparaison intertribale d'une part vise à montrer que, par-delà les différences de systèmes de parenté, de rites, de mythes et de conceptions cosmologiques, il est possible de dégager une logique commune à ce qui articule les sociétés aborigènes, d'autre part elle propose une figure topologique -l'hypercube- permettant d'inscrire les divers aspects de la société dans un processus de contrainte structurale.

## Récompenses
- 2018: Médaille d'argent du CNRS[10]

## Publications

### Articles et ouvrages
- Le rêve et la terre : rapports au temps et à l'espace des aborigènes australiens : les Walpiri à Lajamanu, une communauté du désert central, thèse de 3e cycle en ethnologie, université Paris-Diderot, 1981[11] (thèse sous la direction de Maurice Godelier)
- Les explorateurs des souterrains de Paris : typologie dynamique des cataphiles., publié par le Conseil du patrimoine ethnologique, ministère de la Culture, avec Jean-François Matteudi, Paris, ministère de la Culture, 1982.
- Les explorateurs des souterrains de Paris : carrières, mémoires en creux., publié par le Conseil du patrimoine ethnologique, ministère de la Culture, avec Violaine Carrère, Jean-François Matteudi, Marc Viré, Paris, ministère de la Culture, 1983.
- La cité des cataphiles : mission anthropologique dans les souterrains de Paris, avec Jean-François Matteudi, Violaine Carrère-Leconte et Marc Viré, Paris, Librairie des Méridiens, 1983  (ISBN 978-2865630745)
- La loi du rêve : approche topologique de l'organisation sociale et des cosmologies des Aborigènes d'Australie, sous la direction de Jean Guiart, 1988 [9] (publication autorisée par le jury du doctorat d'État en ethnologie)
- Les rêveurs du désert : aborigènes d'Australie, les Warlpiri, Paris, université Paris-Sorbonne, 1988 (rééd. Plon, 1989).
- La Loi du rêve : approche topologique de l'organisation sociale et des cosmologies des Aborigènes australiens, Lille, ANRT, 1989 (reproduction sur microfiches de la thèse originale sur support papier)
- Du rêve à la loi chez les Aborigènes : mythes, rites et organisation sociale en Australie, Paris, PUF, 1991.
- Yapa : peintres aborigènes de Balgo et Lajamanu. (dir.), Paris, B. Lebon, 1991.
- Adolescence et sexualité : l'entre-deux, Paris, PUF, 1995.
- Les rêveurs du désert : peuple warlpiri d'Australie, Arles, Actes Sud, 1996, Babel 2006.
- Rêves en colère : alliances aborigènes dans le Nord-Ouest australien, Paris, Plon, 2004, Pocket 2016.
- Guerriers pour la paix, Indigène, 2008
- Resistindo ao desastre: entre exaustão e criação, 32a. Bienal Internacional de São Paulo, 2016
- Indigenising Anthropology with Guattari and Deleuze , Edinburgh University Press, 2019.
- Réveiller les esprits de la Terre, Dehors, 2021.

### Films
- L'esprit de l'ancre, 53 minutes, CNRS Images, 2004[12]
- Lajamanu, 60 minutes, 1984
- Quest in Aboriginal Land

### Multimédia
- Pistes de rêves : art et savoir des Yapa du désert australien (cédérom), Paris, UNESCO, 2000.